# Акура (церковь)
Акурская церковь святого Давида (груз. აკურის მამადავითის ეკლესია) — средневековый грузинский православный монастырь в восточной Грузии, в регионе Кахети, Восточная Грузия Датированная по стилю IX веком она представляет собой трёхнефную базилику, посвящённую Давиду Гареджийскому, одному из «тринадцати сирийских отцов». Церковь внесена в список недвижимых памятников культуры национального значения Грузии.

## История
Церковь Акура стоит в лесу на правом берегу Вантисхеви, притока реки Алазани, между селами Акура и Ванта, относящимися к Телавскому муниципалитету. Искусствовед Георгий Чубинашвили отождествил Акуру с безымянным женским монастырем, основанным преподобным Иларионом Грузинским для своей матери и сестры около 855 года. Монастырь Акура служил тогда подворьем (метохом) лавры святого Давида. В 1597 году храм был отреставрирован при правлении царя Кахетии Александра II по случаю ухода старшей его сестры в монастырь Акура.

## Архитектура
Церковь Акура представляет собой трёхнефную базилику, прямоугольную в плане и имеющая площадь в 17,3 на 12,8 метров. Она была построена из булыжника и кирпича. Средний неф заканчивается на восточной стороне святилищем с подковообразной апсидой и небольшой вимой перед ней. Полукруглая конха покоится на профилированных простым способом импостах. Боковые нефы отделены от среднего одной арочной колонной с каждой стороны. Северный неф разделён поперечной стеной на два арочных прохода. В восточных концах боковых нефов расположены небольшие прямоугольные камеры, выполняющие роль пастофория. На внутренней стороне западной стены сохранились фрагменты фресок XIV—XV веков. Фасады церкви содержат декоративные арки, которые получат распространение в Грузии в последующие столетия. Восточный фасад также украшен настенными росписями, представляющими собой медальоны с изображениями Иисуса Христа в окружении ангелов. На восточном и западном фасадах имеются четыре частично повреждённые надписи, выполненные средневековым грузинским шрифтом «асомтаврули», палеографически датированные IX веком. Крыльцо, контрфорсы, примыкающие к северному фасаду, и иконостас датируются XVI веком.